# Estoloides prolongata
Estoloides prolongata är en skalbaggsart som först beskrevs av Bates 1885. Estoloides prolongata ingår i släktet Estoloides och familjen långhorningar.
Artens utbredningsområde är Panama. Inga underarter finns listade i Catalogue of Life.